# Matvej Sokolov
Matvej Ivanovitj Sokolov (ryska: Матвей Иванович Соколов), född 9 november 1854 i guvernementet Jaroslavl, död 17 juni 1906 i guvernementet Moskva, var en rysk språk- och litteraturforskare.
Sokolov blev 1879 docent i rysk litteraturhistoria vid historisk-filologiska institutet i Nizjyn, företog 1886 en studieresa till Balkanhalvön och kallades 1888 till professor vid Moskvauniversitetet efter den prisbelönta avhandlingen Материалы и заметки по старинной славянской литературе (Material och kommentarer till den fornslaviska litteraturen). Bland annat utgav han en dittills okänd skrift av Juraj Križanić, О соединении церквей (Om den kyrkliga unionen, 1891).